# Прісс Софія Олександрівна
Софія Олександрівна Прісс (29 травня 1995 , Курган ) — російська актриса театру, кіно і ТБ, найбільш відома за головною роллю Аліси в історичній кримінальній мелодрамі «Срібні ковзани».

## Біографія
Софія Олександрівна Прісс народилася 29 травня 1995 року в сім'ї вчителів у місті Кургані Курганської області.
Закінчила школу-гімназію № 30 міста Кургана. Змалку мріяла стати актрисою. Окрім занять у школі, Соня відвідувала театральну студію при палаці дитячої та юнацької творчості.
Протягом двох років навчалася на філологічному факультеті Курганського державного університету, після чого відлетіла до Сполучених Штатів Америки за програмою Work and Travel USA. Там вона виграла конкурс для студентів та пройшла курс акторської майстерності в Айдахо.
Професійну освіту здобула в Російському державному інституті сценічних мистецтв (курс Сергія Дмитровича Черкаського), який закінчила у 2020 році.
На екрані дебютувала епізодичною роллю в серіалі Ігоря Копилова «Крила імперії», перша ж головна роль відбулася в 2019 році в мінісеріалі «Друге перше кохання» на каналі ТВЦ. У 2019 році актриса була обрана на головну жіночу роль у фільмі «Срібні ковзани». У грудні 2020 року продюсери українського серіалу «Кріпосна» прийняли рішення запросити Прісс на головну роль у 3-му сезоні проєкту.

## Фільмографія
| Рік       |    | Назва                                        | Роль               |    |
| --------- | -- | -------------------------------------------- | ------------------ | -- |
| 2017      | с  | Крила імперії (1-а серія)                    | Крещендо           | ру |
| 2018      | с  | Друге перше кохання                          | Аля Новікова       | ру |
| 2018      | с  | Сильна ти                                    | Тая                | ру |
| 2018—2019 | с  | П'ять хвилин тиші. Повернення                | Алена              | ру |
| 2018—2019 | с  | Неопалений Фенікс                            | шанувальниця       | ру |
| 2019      | с  | Лицар нашого часу                            | Ліза               | ру |
| 2019—2020 | с  | Кріпосна                                     | Катя Вербицька     | ру |
| 2020      | кф | Зникаючі історії                             |                    | ру |
| 2020      | ф  | Срібні ковзани                               | Аліса              | ру |
| 2020      | с  | Танці на піску                               | Аліна              | ру |
| 2021      | с  | Вікторія                                     | Вікторія Корнієнко | ру |
| 2021      | с  | Докази з минулого. Таємниця картини Коровіна | Соня               | ру |
| 2021      | с  | Спитайте медсестру                           | Катерина Найденова | ру |
| 2021      | с  | Кохання з першого погляду                    | Катя               | ру |